# Gare d'Ougrée
La gare d'Ougrée est une halte ferroviaire belge de la ligne 125A, de Liège à Flémalle-Haute, située à Ougrée section de la ville de Seraing en province de Liège.
Elle est mise en service en 1851 par la Société des chemins de fer de Namur à Liège et de Mons à Manage avec leurs extensions, qui devient la Compagnie du Nord - Belge en 1854. C’est un point d’arrêt non géré de la Société nationale des chemins de fer belges (SNCB), desservi par des trains Suburbains (S42).

## Situation ferroviaire
Établie au point kilométrique (PK) 4,9 de la ligne 125A, de Y Aguesses à Flémalle-Haute, la gare d'Ougrée se situe entre la gare, fermée, de Renory et la gare de Seraing, rouverte en 2018.

## Histoire
La Société des chemins de fer de Namur à Liège et de Mons à Manage avec leurs extensions met en service un arrêt à Ougrée le 15 avril 1851 sur la ligne de Liège (Longdoz) à Flémalle-Haute. Très rapidement, cette compagnie qui construit pourtant un réseau idéalement implanté se trouve en difficulté et remet à bail son réseau à la compagnie, française, des Chemins de fer du Nord. Les concessions ferroviaires remises à bail aux Chemins de fer du Nord deviennent la Compagnie du Nord - Belge en 1854.
La Compagnie du Nord - Belge, dont la concession était sur le point d’arriver à terme, est nationalisée en 1940. À partir de ce moment-là, la SNCB exploite la ligne. En raison du déclin du trafic, la SNCB ferme aux voyageurs l’ensemble des gares de la ligne 125A le 6 juin 1984.
La ligne reste ouverte au transport des marchandises et, dans le cadre du projet de RER liégeois, la SNCB accepte[Quand ?] de rouvrir les gares d'Ougrée et de Seraing et de créer une desserte par la ligne 125A. La nouvelle gare d'Ougrée est inaugurée le 10 juin 2018.

## Service des voyageurs

### Accueil
Halte SNCB, c’est un point d’arrêt non géré (PANG) à accès libre doté d'un distributeur de titres de transport.

### Desserte
Ougrée est desservie par des trains Suburbains (S42) circulant sur les lignes commerciales 34 et 125.
Les trains S42 relient Liers à Flémalle-Haute via Liège-Guillemins au rythme de deux chaque heure ; un par heure les week-ends et jours fériés

## Comptage voyageurs
Le graphique et le tableau montrent le nombre de passagers qui en moyenne embarquent durant la semaine, le samedi et le dimanche.
| Nombre de voyageurs qui embarquent à la gare d'Ougrée | Nombre de voyageurs qui embarquent à la gare d'Ougrée | Nombre de voyageurs qui embarquent à la gare d'Ougrée | Nombre de voyageurs qui embarquent à la gare d'Ougrée |
|                                                       | Semaine                                               | Samedi                                                | Dimanche                                              |
| ----------------------------------------------------- | ----------------------------------------------------- | ----------------------------------------------------- | ----------------------------------------------------- |
| 2018                                                  | 60                                                    | 19                                                    | 13                                                    |
| 2019                                                  | 65                                                    | 31                                                    | 21                                                    |
| 2020                                                  | 61                                                    | 20                                                    | 31                                                    |
| 2021                                                  | -                                                     | -                                                     | -                                                     |
| 2022                                                  | 125                                                   | 37                                                    | 34                                                    |
| 2023                                                  | 166                                                   | 38                                                    | 36                                                    |
| 2024                                                  | 147                                                   | 30                                                    | 45                                                    |